# 梭狀鯔
梭狀鯔為輻鰭魚綱鯔形目鯔科的其中一種，分布於西大西洋區，從百慕達群島、美國佛羅里達州至阿根廷海域，體長可達80公分，棲息在沿岸海域、河口，成群活動，以藻類、有機碎屑為食，可做為食用魚及養殖魚。

## 擴展閱讀
維基物種上的相關：梭狀鯔